# チャプルテペク
座標: 北緯19度24分47秒 西経99度11分52秒 / 北緯19.41306度 西経99.19778度
チャプルテペク（Chapultepec）はチャプルテペクの森（Bosque de Chapultepec）ともいい、メキシコシティにある公園。メキシコ最大の都市公園のひとつで、約686ヘクタールの面積を持つ。チャプルテペクの丘と呼ばれる岩山を中心とするこの公園の主要な機能はメキシコシティ都市圏の環境資源である。チャプルテペクは酸素をメキシコ盆地に満たす樹木を持ち、メキシコシティの最古かつ最重要な「肺」と考えられている。先コロンブス期から人が住み、ランドマークと考えられていた。当時はアステカの統治者たちの静養地だった。植民地時代にはここにチャプルテペク城が建てられ、後にメキシコ元首の公邸として使われた。1934年に公邸は同じ公園内のロス・ピノスに移転し、2018年まで使用された。
チャプルテペクの森は3つの地区に分けられる。第1地区がもっとも古く、人気も高い。この地区にはチャプルテペク城、チャプルテペク動物園、メキシコ国立人類学博物館、ルフィーノ・タマヨ博物館などの主要な施設が集中しており、年に1500万人の訪問者がある。このため2005年から2010年までかけて大規模な再整備が行われた。政府はビジネス・オフィスや巨大駐車場の建設を許可している。

## 歴史

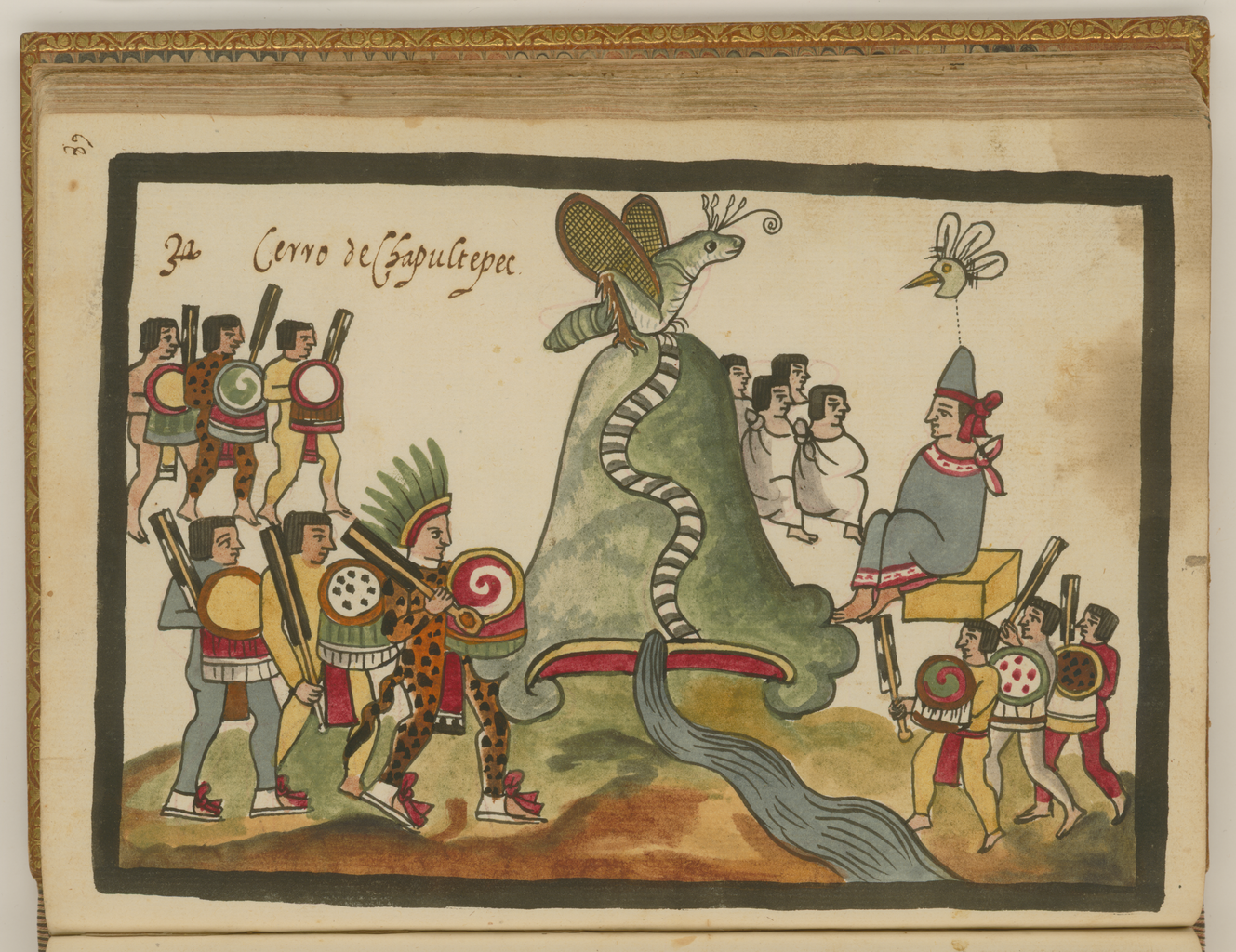
ラミレス絵文書に記されたチャプルテペクの丘。アステカのトラトアニであるウィツィリウィトルとテパネカ（右）がショチミルコとチャルコ（左）に敗退しようとするところ

この地域には遅くとも先古典期から人が住んでいた。古典期にはテオティワカン文化の人々がこの地に住んでいた。12世紀ごろにトルテカのウェマク (Huemac) がチャプルテペクにやってきたとされる。トルテカはこの地を「バッタの丘」と呼び、後にナワトル語で「チャプルテペク」（バッタの丘の場所）と呼ばれるようになった。トルテカ時代の祭壇の遺跡は丘の頂上にある。メシカ（アステカ）がメキシコ盆地にやってきた時、アスカポツァルコを首都とするテパネカがこの地に住んでいた。
メキシコ盆地をアステカが支配するようになると、丘は神聖で戦略的な価値を持つようになった。この地は統治者を火葬した灰を収める場所として使われ、泉は首都のテノチティトランに真水を供給する重要な役割を持った。後にこの地は統治者および神官のために厳密に制限された静養地になった。1420年代にネサワルコヨトルがはじめてこの地に宮殿を建てた。モクテスマ2世は珍しい魚を育て、水を蓄えるための貯水池を建設し、また帝国各地の草木をここに植えた。1465年、モクテスマ1世は丘のふもとの岩に自分の肖像を刻ませ、3キロメートルの長さをもつトラシュパナ水道を建設した。

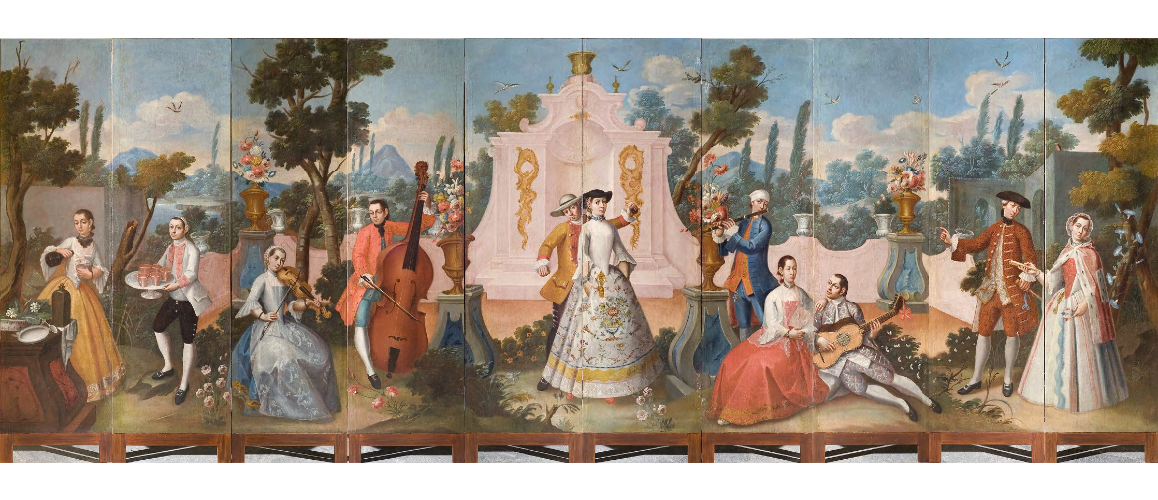
『チャプルテペクの庭のサラオ（パーティー）』。作者不明、1780-1790年ごろの屏風。チャプルテペク城内の国立歴史博物館蔵。多くの人は、この絵を植民地時代の人種の違いを示したものと考えている。

スペイン人がアステカ帝国を征服中、チャプルテペクの丘で1521年にスペインとアステカのクアウテモックの最後の戦いのひとつが起きた。その少し後に、チャプルテペクの丘にある先住民の祭壇の上にフランシスコ会が小さな修道院を建設した。エルナン・コルテスはチャプルテペクを我が物とし、その北部を後にマリンチェと結婚することになるフアン・ハラミージョに与えた。しかし、1530年のカール5世の勅令でメキシコシティのものとなり、一般に開放された。スペイン人はアステカの水道を使いつづけたが、1771年にはメキシコシティの人口増加のために別な水道が必要であると考えられた。チャプルテペク水道は森の中の泉から当時のメキシコシティ南部のサルト・デル・アグアと呼ばれる場所に水を導いた。この水道は904のアーチを持ち、3908メートルの長さがあった。1785年、フランシスコ会の修道院は破壊され、新たにチャプルテペク城が建設されて、丘とその周辺の森は植民地の副王の避暑地に変わった。壁によって一般人は入れなくなり、優雅なパーティーが開かれる場所になった。
1821年にメキシコが独立すると、チャプルテペク城は国家元首の公邸になった。元首の多く、とくにマクシミリアン皇帝とカルロータ妃は城とその周辺の森を飾りたて、拡張した。1847年に丘はメキシコとウィンフィールド・スコット将軍に率いられたアメリカ合衆国軍との戦いであるチャプルテペクの戦いの戦場にもなった。攻撃を受けたときに城には士官候補生たちがいて、戦いの終り近くに6人が丘から下の岩に身を投げて自殺した。彼らはニーニョス・エロエスと呼ばれ、飛び降りた所の近くにモニュメントが建てられている。チャプルテペク城は1934年までメキシコ大統領の公邸でありつづけたが、ラサロ・カルデナスが同じ公園内のロス・ピノスに公邸を移転し、城は博物館になった。
それ以来、公園は2度にわたって拡張された。1964年に第2の部分が、その10年後に第3の部分が加えられた。その後は一帯の整備が問題の中心になった。1998年までに公園、とくに第1地区の道は3000人を越える行商人であふれかえり、規則がほとんどなかった。2005年に第1地区は修復のために閉鎖され、この地から商人を追いだした。1か月後に再開したとき、商売は厳しく制限され、警察が公園内の物売りを取り締まった。しかし一部の商人は警察の動きを無線通信で情報交換しながら商売を続けた。商売に関する制限地域の外である公園の入口では一部の商人がときに入口をふさいで、訪問者が彼らの売店を通らざるを得ないようにした。
整備のために公園はときどき閉園した。1985年にはネズミほかの害獣の駆除のために閉鎖した。2005年には公園が状態の悪い樹木に覆われ、湖が汚れ、泉を含むいくつかの場所がゴミで埋まっていた。2005年から2010年までかけて公園は地区ごとに順に閉園して修復作業を行った。第1地区は2005年から8か月にわたって閉鎖し、湖の浚渫と樹木の伐採、ごみの収拾、商人の追いだしを行った。その後第2・3地区でネズミ・野犬・猫・ハトその他外来生物の駆除を行った。カモやアヒルなど、ほかの種に対して攻撃的な外来種を除いたり移動させることによって、2005年に渡り鳥たちが公園に戻ってきた。公園には100種以上のこうした鳥があり、そのいくつかは何十年ぶりにここで産卵した。キタオポッサムやカコミスルのような哺乳類も2005年に戻ってきた。
2018年、アンドレス・マヌエル・ロペス・オブラドール大統領は公邸をソカロの国立宮殿に移転し、ロス・ピノスを一般開放した。

## 特色

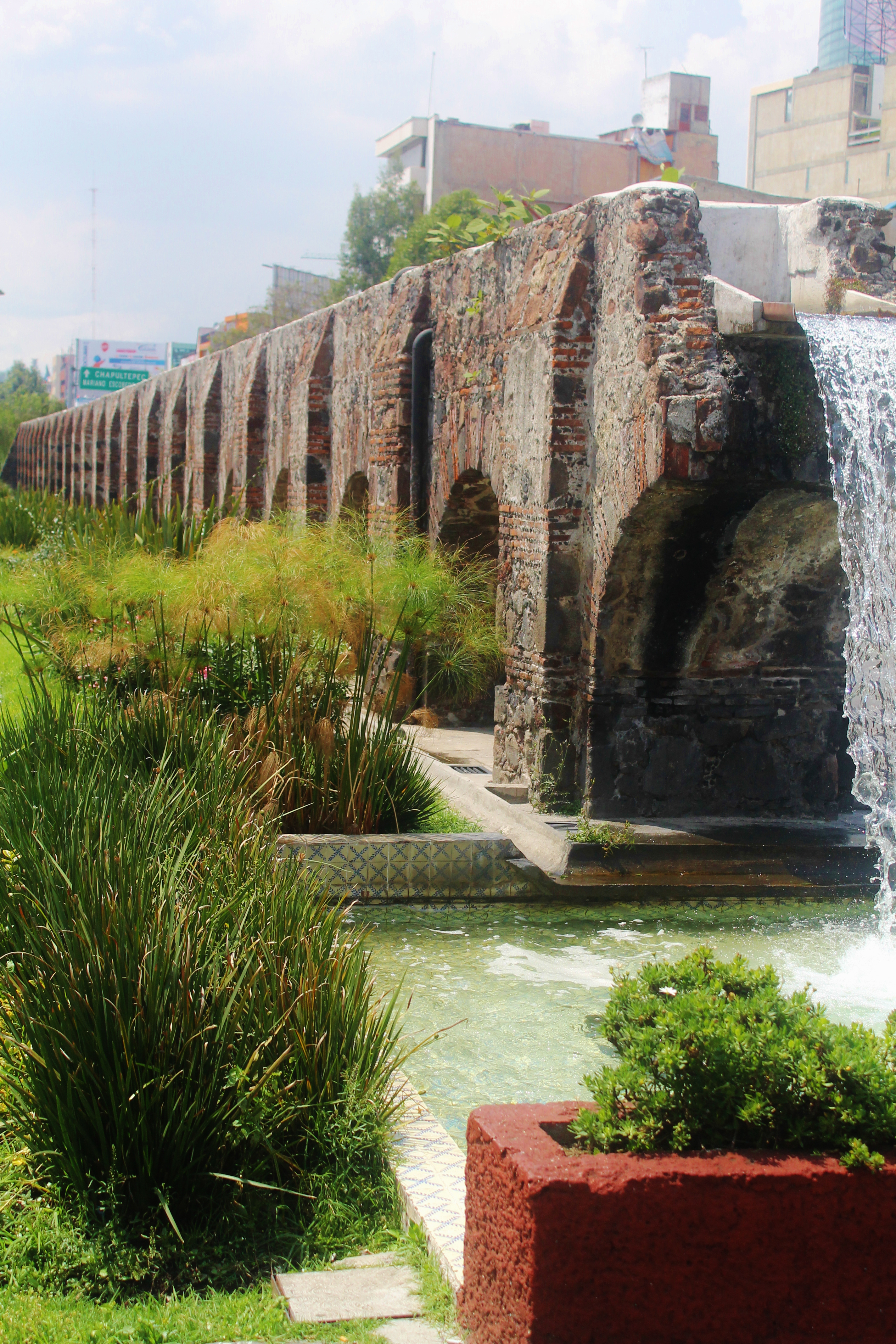
チャプルテペク水道

チャプルテペク公園はチリのサンティアゴ・メトロポリタン公園に次いでラテンアメリカで2番目に広い都市公園であり、686ヘクタールの大きさがある。パリのブローニュの森、ロンドンのリッチモンド公園、ニューヨークのセントラル・パークと並んで、大規模かつ訪問者の多い都市公園の一つである。本来はテノチティトランの外にある森だったが、現在はメキシコシティの中（大部分がミゲル・イダルゴ
）に含まれ、周囲をビジネス・商業地区に囲まれている。公園は3つの地区に分かれるが、第1地区がもっとも古く、周りを柵で囲まれており、夜間は閉鎖する。他の2つの地区は開かれたままである。公園内には9つの博物館、遊園地、まがった道、記念像、湖、泉がある。レフォルマ通りが公園の北部を横切っている。
公園の主な機能のひとつは、メキシコシティ都市圏の環境資源である。チャプルテペクは酸素をメキシコ盆地に満たす樹木を持ち、メキシコシティの最古かつ最重要な「肺」と考えられている。広い舗装されていない地域であるため、帯水層に水を満たし、ヒートアイランド現象への対策になり、雨を呼びよせる。カナダ、アメリカ合衆国、メキシコの他の地域からの渡り鳥の保護区でもある。メキシコラクウショウ（アウェウェテと呼ばれる）の多くはアステカ時代に植えられたものである。公園の生態系の保全には年に1億ペソが必要とされる。

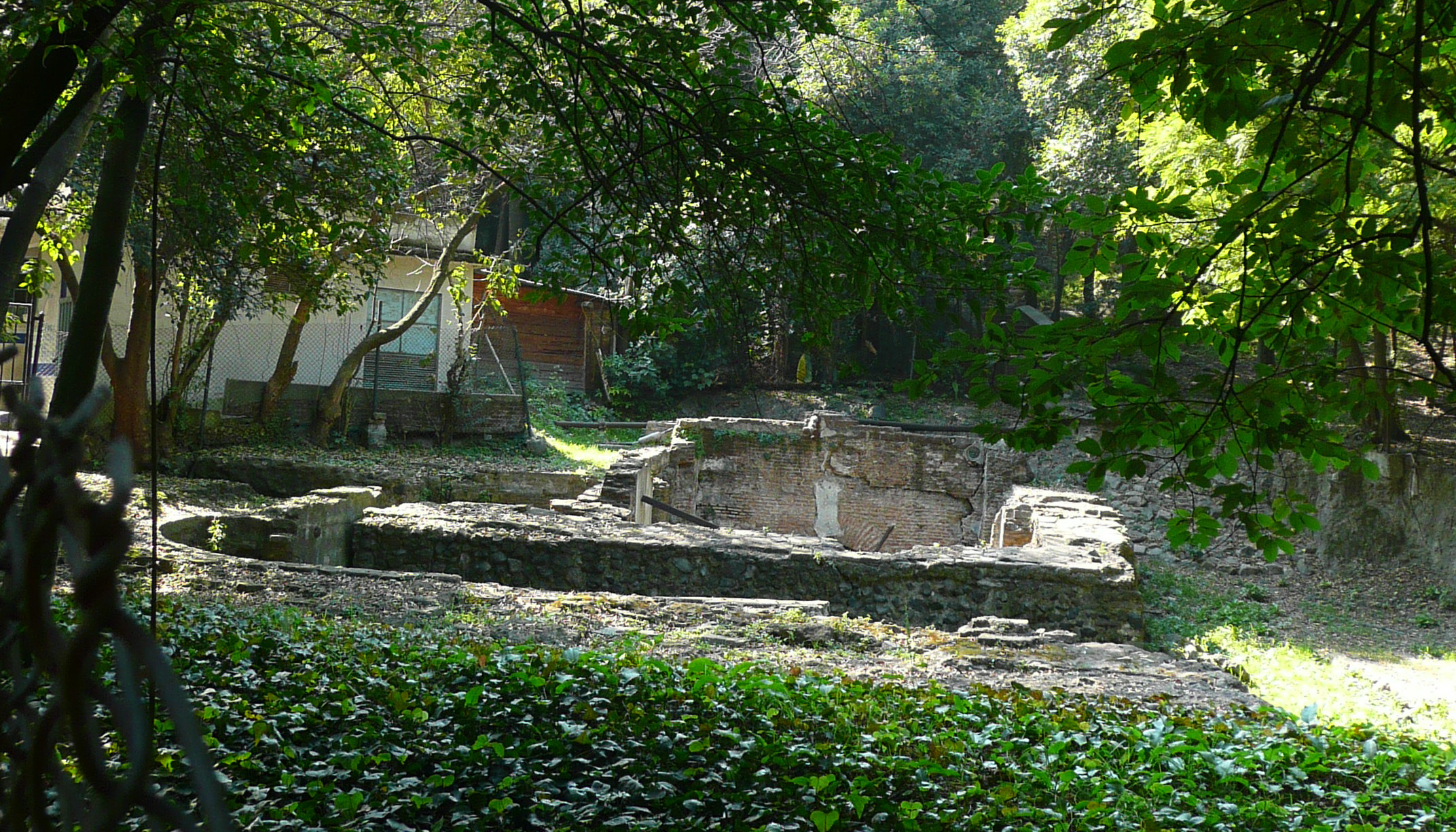
チャプルテペクの浴場のひとつ

メキシコシティの住民にとって、公園は文化的・歴史的地区であるとともに、緑地でもある。先コロンブス期から植民地時代にわたる多数の遺跡がある。テオティワカンと関連する墓、チャプルテペクの丘にあるトルテカの祭壇、植民地時代の水道のあと、ネサワルコヨトルと関連する道、アステカの神官が祭祀の一部としてペヨーテを摂取した場所などが発掘されている。注目すべき遺跡はモクテスマの浴場で、アステカ人によって建設した貯水池、運河、滝の装置からなる。メキシコ国立人類学歴史学研究所は、公園および丘の上のチャプルテペク城をメキシコの文化遺産の一覧に含めており、2001年には世界遺産に推薦した。
公園は年に1500万人、日に25万人の訪問者があると見積られている。日曜日には博物館が無料になるために訪問者がもっとも多く、1日中アトラクションを見たり、ピクニックしたり、バーベキューしたりする。国内では人気があるものの、外国からの客は通常博物館の近くの狭い部分しか見ない。公園は公共交通機関によって容易に行くことができる。メキシコシティ地下鉄1号線と7号線がそれぞれ公園の東と南の入口に駅を持つ。いくつかのバスがレフォルマ通りに沿って走っている。